# Raise the Roof (album)
Raise the Roof è un album in studio collaborativo del cantautore britannico Robert Plant e della cantante statunitense Alison Krauss, pubblicato nel 2021. Si tratta del secondo album collaborativo tra i due artisti, dopo Raising Sand (2007).

## Tracce
1. Quattro (World Drifts In) – 4:33 (Joey Burns, John Convertino)
2. The Price of Love – 4:50 (Don Everly, Phil Everly)
3. Go Your Way – 5:07 (Anne Briggs)
4. Trouble with My Lover – 4:03 (Allen Toussaint)
5. Searching for My Love – 4:03 (Bobby Moore)
6. Can't Let Go – 3:41 (Randy Weeks)
7. It Don't Bother Me – 5:06 (Bert Jansch)
8. You Led Me to the Wrong – 4:17 (Ola Belle Reed)
9. Last Kind Words Blues – 4:06 (Geeshie Wiley)
10. High and Lonesome – 4:33 (Robert Plant, T Bone Burnett)
11. Going Where the Lonely Go – 4:10 (Merle Haggard, Dean Holloway)
12. Somebody Was Watching Over Me – 5:02 (Brenda Burns)

Tracce Bonus Edizione Target/Europea
1. My Heart Would Know – 2:58 (Hank Williams)
2. You Can't Rule Me – 4:44 (Lucinda Williams)

## Formazione
- Alison Krauss – voce, violino
- Robert Plant – voce
- T Bone Burnett – basso a sei corde, chitarra elettrica, chitarra acustica, mellotron, voce, cori
- David Hidalgo – chitarra acustica, chitarra elettrica
- Bill Frisell – chitarra acustica, chitarra elettrica
- Buddy Miller – mandolino elettrico, chitarra
- Marc Ribot – chitarra acustica, banjo, dobro, chitarra elettrica
- Dennis Crouch – basso
- Stuart Duncan – banjo, violoncello, violino, mandolino
- Jay Bellerose – batteria